# Liao Hui
Liao Hui (en chino: 廖辉; Xiantao, 5 de octubre de 1987) es un deportista chino que compitió en halterofilia.
Participó en los Juegos Olímpicos de Pekín 2008, obteniendo una medalla de oro en la categoría de 69 kg. Ganó tres medallas de oro en el Campeonato Mundial de Halterofilia entre los años 2009 y 2014.

## Palmarés internacional
| Juegos Olímpicos   | Juegos Olímpicos       | Juegos Olímpicos | Juegos Olímpicos |
| Año                | Lugar                  | Medalla          | Categoría        |
| ------------------ | ---------------------- | ---------------- | ---------------- |
| 2008               | Pekín (China)          | Medalla de oro   | 69 kg            |
| Campeonato Mundial |                        |                  |                  |
| Año                | Lugar                  | Medalla          | Categoría        |
| 2009               | Goyang (Corea del Sur) | Medalla de oro   | 69 kg            |
| 2013               | Breslavia (Polonia)    | Medalla de oro   | 69 kg            |
| 2014               | Almaty (Kazajistán)    | Medalla de oro   | 69 kg            |